# Waleed Al Hayam
Waleed Mohamed Abdulla Ali Al Hayam (arabe : ولید محمد عبدالله علی الحیام), né le 3 février 1991 à Muharraq à Bahreïn, est un footballeur international bahreïnien, qui évolue au poste de défenseur ou de milieu de terrain.

## Biographie
Avec le club d'Al Muharraq, il remporte une Coupe du Golfe des clubs champions.
Avec l'équipe de Bahreïn, il reçoit sa première sélection en équipe nationale en 2010. Il figure dans le groupe des sélectionnés lors des Coupes d'Asie des nations de 2011 et de 2015.

## Palmarès
- Champion de Bahreïn 2011 avec Al Muharraq.
- Vainqueur  de la Coupe de Bahreïn en 2009, 2011 et 2012 avec Al Muharraq.
- Vainqueur de la Coupe du Golfe des clubs champions en 2012 avec Al Muharraq.